# Louis Bernacchi
Louis Charles Bernacchi (8 de noviembre de 1876 - 24 de abril de 1942), fue un físico y astrónomo, nacido en Bélgica pero educado en Hobart, Tasmania. Participó en la Southern Cross Expedition de Carsten Borchgrevink (1898-1900) que pasó el invierno en Cabo Adare, en la Antártida. En la Expedición Discovery liderada por Robert Falcon Scott (1901-1904), volvió a participar como físico.